# Batymetria
Batymetria (gr. βαθύς "głęboki" i μέτρον "miara") – dział hydrologii zajmujący się pomiarami głębokości cieków i zbiorników wodnych.
Do wykonywania pomiarów stosuje się różnego rodzaju urządzenia pomiarowe, sondy: ciśnieniowe, akustyczne i inne. Wyniki pomiarów przedstawia się zazwyczaj na mapach batymetrycznych w postaci izobat–izolinii łączących punkty o tej samej głębokości lub w formie przekrojów poprzecznych lub podłużnych.

Mapa batymetryczna Morza Bałtyckiego
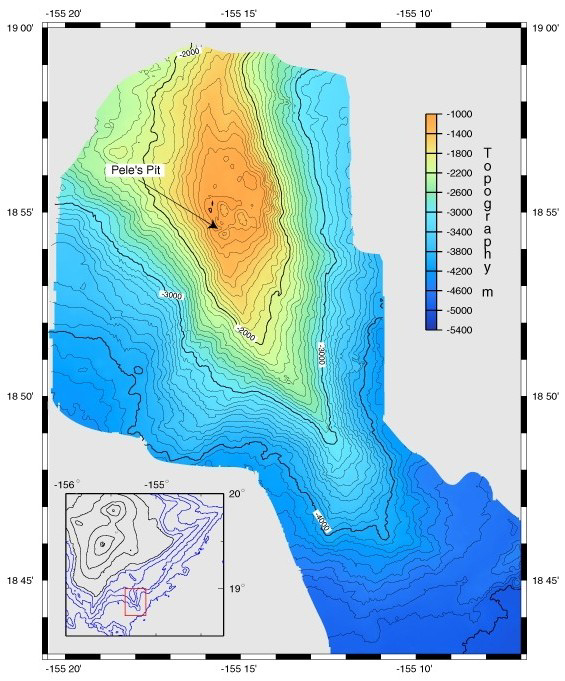
Mapa batymetryczna podwodnej góry Lōʻihi
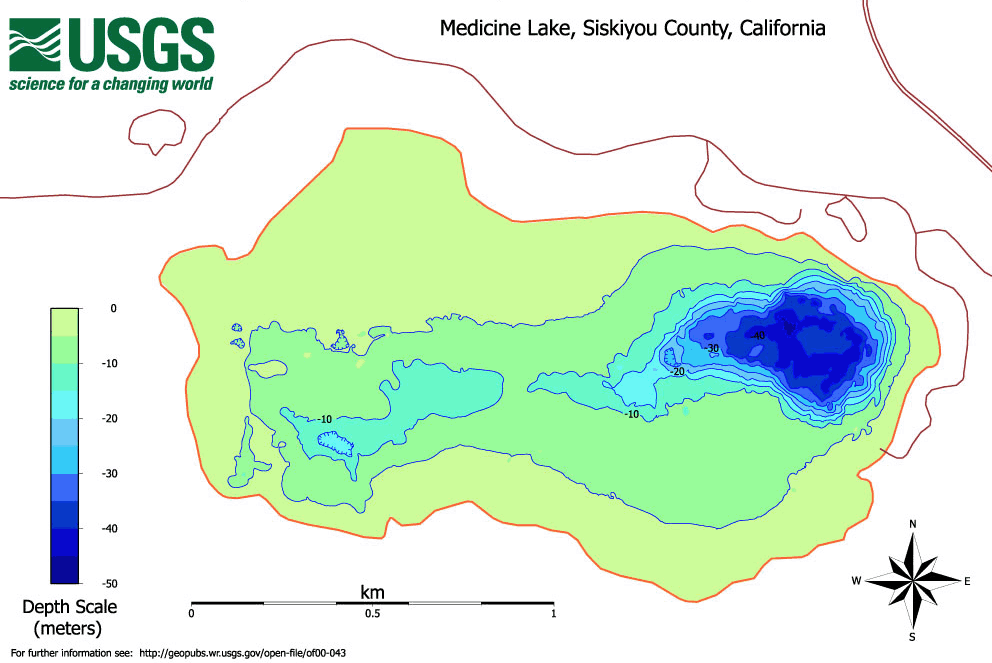
Mapa batymetryczna jez. Medicine w Kalifornii
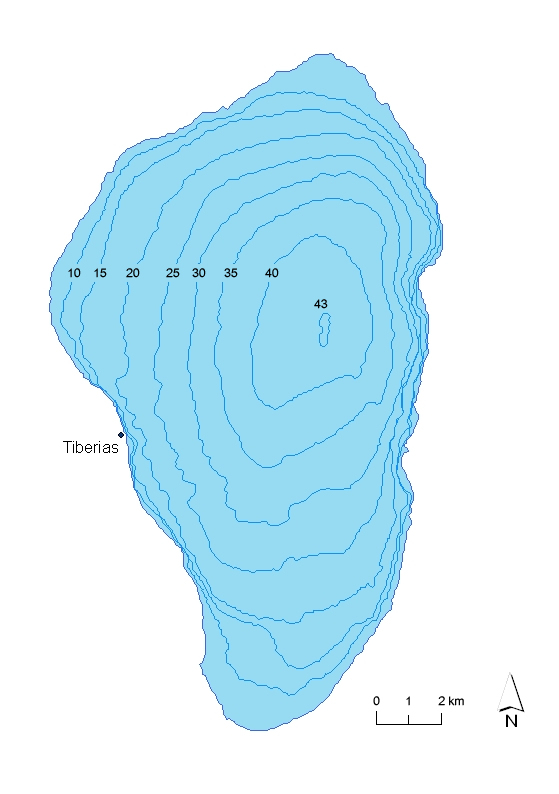
Plan batymetryczny jez. Tyberiadzkiego
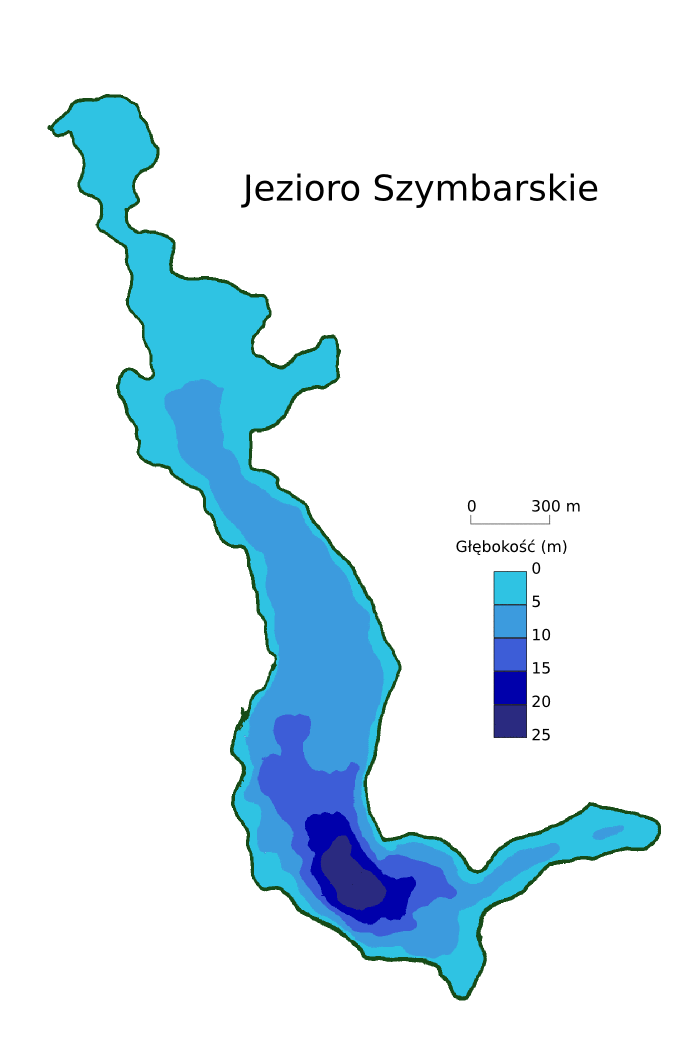
Plan batymetryczny jez. Szymbarskiego